# Bell X-1
Bell X-1 bylo první letadlo, které překonalo rychlost zvuku vlastní silou ve vodorovném letu. Během tohoto letu letoun dosáhl nejvyšší rychlosti odpovídající Machovu číslu 1,06 tedy rychlosti 1 126 km/h (700 mph), které dosáhl ve výšce 13 000 m (43 000 ft).
Tímto letounem také začala typová řada amerických experimentálních letounů X, určená čistě k experimentálním účelům, která byla zpočátku utajována. Letoun X-1 byl poháněn raketovým motorem a let zahajoval vypuštěním ze speciálně upraveného bombardéru B-29. Po spotřebování paliva letoun klouzavým letem přistál na letišti, byl však schopen také klasického vzletu z letiště.
Prvním nadzvukovým pilotem se stal Charles „Chuck“ Yeager, který s tímto letounem dne 14. října 1947 překonal rychlost zvuku.
5. ledna 1949 Yeager provedl ověření stoupavosti letounu X-1 klasickým vzletem z dráhy a dosažením výšky 7000 m za 90 sekund.
Výzkumné metody použité v programu X-1 se staly vzorem pro všechny následující projekty X. Metody a personál NACA, při projektu X-1, také pomohly položit základ americkému vesmírnému programu v 60. letech. Projekt X-1 stanovil a upevnil poválečnou spolupráci mezi potřebami americké armády, průmyslu a výzkumných zařízení. Letové údaje získané úřadem NACA během testů X-1 následně poskytly základ pro leteckou převahu USA v druhé polovině 20. století.
Jako výsledek prvního nadzvukového letu X-1, Národní letecká asociace v roce 1948 hlasovala pro udělení Collier Trophy pro tři hlavní účastníky programu. Prezident Truman v Bílém domě ocenil Larryho Bella za firmu Bell, kapitána Yeagera za pilotování a Johna Stacka za NACA.

## Historie

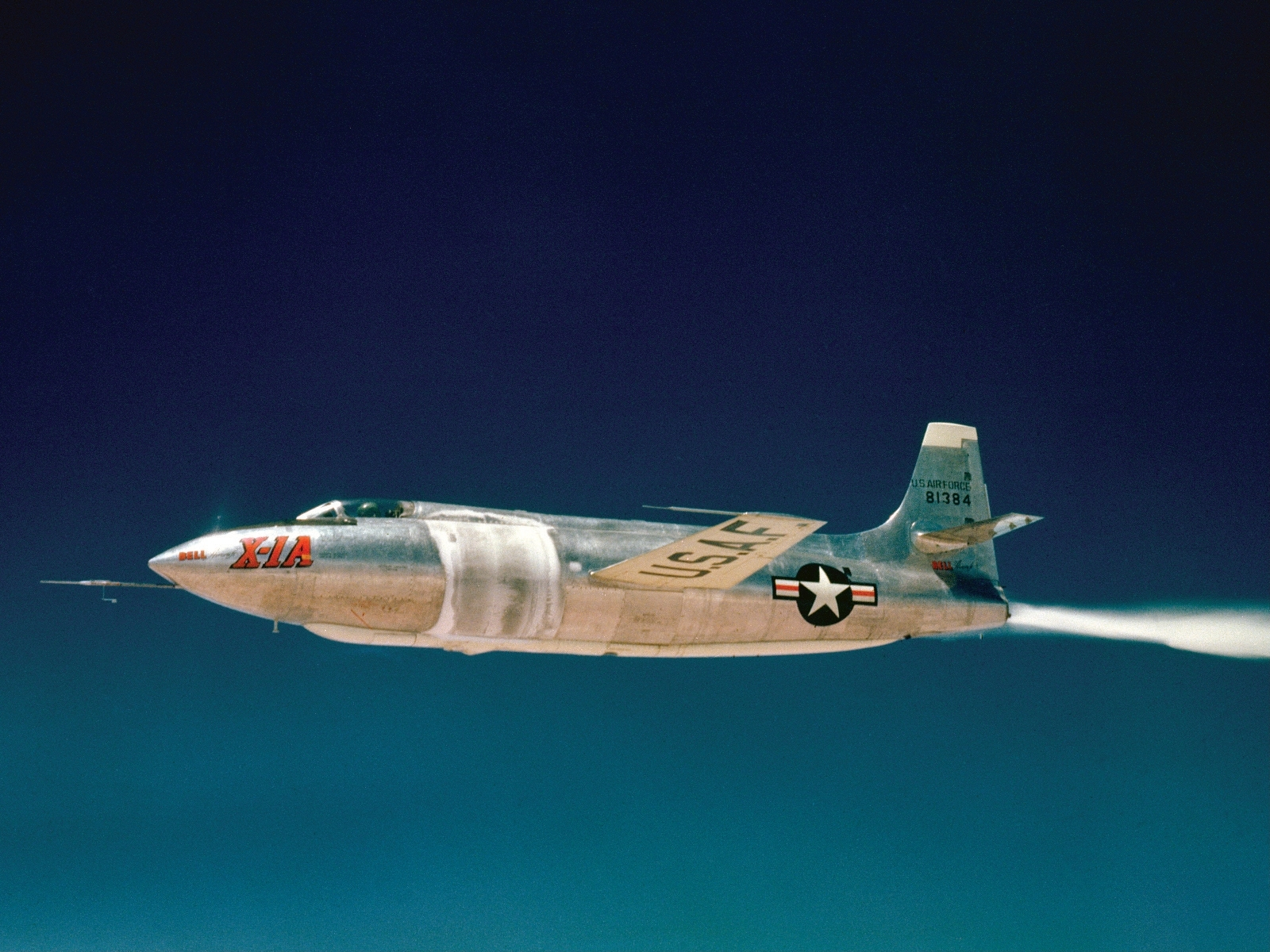
Bell X-1A v letu

### Výzkum v Anglii
Vývoj letounu X-1/XS-1 předcházel podobný projekt v Anglii, kde ministerstvo letectví zadalo v roce 1942 vývoj přísně tajného projektu nadzvukového letounu s rychlostí 1000 mph (1600 km/h) se schopností vystoupat do výšky 11000 m za 1 minutu a 30 sekund. Na projektu pracovala společnost Miles Aircraft s označením projektu Miles M.52.
V roce 1944 byl celý projekt ve stavu 90% a bylo rozhodnuto, že budou vyrobeny tři prototypy. Později v témže roce uzavřelo ministerstvo letectví dohodu se Spojenými státy o výměně informací z vysokorychlostního výzkumu. Bell tak získal k dispozici všechny výkresy a informace z projektu. Aniž by cokoli Miles věděl, zahájil Bell později vývoj vlastní konstrukce nadzvukového letounu.

### Vývoj letounu
První diskuze o vlastním nadzvukovém letadle v USA začaly v prosinci 1944. Specifikace hovořily o rychlosti 1300 km/h ve výšce 11000 m po dobu dvou až pěti minut. V březnu 1945 uzavřela USAAF Flight Test Division a NACA smlouvu se společností Bell se zakázkou na výrobu tří letadel, označených jako XS-1 (zkratka Experimental, Supersonic) pro získání letových údajů při letu v transsonické rychlosti.
Tvar trupu XS-1 byl převzat ze střely půlpalcového kulometu Browning, jejíž nadzvuková rychlost byla dobře známa. Trup byl opatřen přímým křídlem o malé ploše a velmi tenkém profilu. Šípové křídlo nebylo použito z důvodu nedostatku informací o jeho vlastnostech. Raketový motor, jehož tah se měnil postupným spouštěním čtyř spalovacích komor, ve kterých se spaloval etylalkohol a kapalný kyslík, dodávaný turbočerpadly. Letoun měl zpočátku klasické vodorovné ocasní plochy, nicméně tento typ není vhodný pro transsonické a nadzvukové rychlosti, takže měl letoun problém s ovládáním v těchto rychlostech. V roce 1947 tak byly na základě znalostí z britského projektu letounu M.52 převzaty plovoucí vodorovné ocasní plochy.
První let XS-1 absolvoval 29. ledna 1946 Jack Woolams, šéfpilot Bell Aircraft vypuštěním nad vojenskou leteckou základnou Pinecastle. Následně proběhlo ještě dalších 9 bezmotorových letů. V březnu 1946 byl letoun vrácen výrobci pro úpravy a přípravu na motorové lety.
První zkušební motorový let proběhl 9. prosince 1946
K prvnímu nadzvukovému letu došlo při letu č. 50, kdy Charles "Chuck" Yeager s X-1-1, č. 46-062, dosáhl rychlosti Mach 1,06 (1100 km/h).

## Zajímavosti
Překonání rychlosti zvuku letounem s přímým křídlem překvapilo odbornou veřejnost, protože všichni věřili, že k prolomení nadzvukové rychlosti je nutností šípové křídlo.
5. ledna 1949, Chuck Yeager provedl jediný let X-1, č. 46-062 konvenčním vzletem (vzlet z letiště a nikoli vypuštění z B-29), kdy dosáhl výšky 7000 m za 90 sekund.

### Sériová čísla letadel
- X-1 (XS-1)

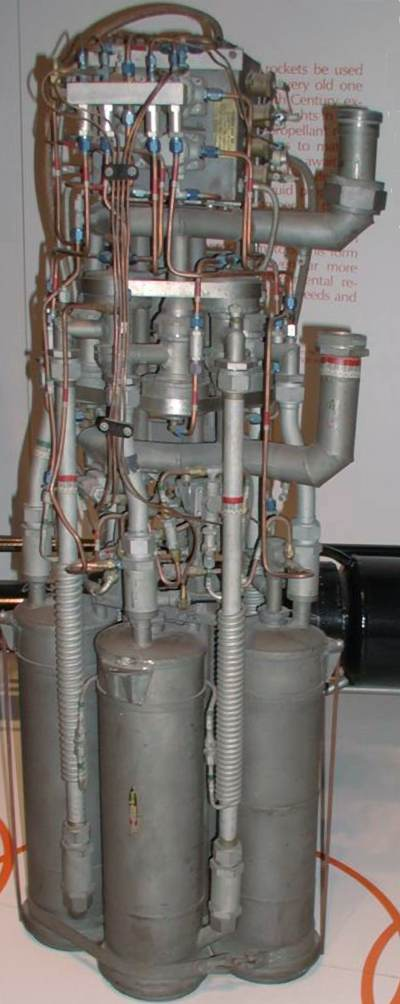
Raketový motor XLR-11

  - č. 1 – 46-062 – Glamorous Glennis, 82 letů, vystaven v National Air and Space Museum, Washington, D.C.
  - č. 2 – 46-063, 74 letů, přestavěn na X-1E.
  - č. 3 – 46-064, 1 let, shořel na zemi 9. ledna 1951.
- X-1A – 48-1384, 26 letů, ztracen při explozi 8. srpna 1955.
- X-1B – 48-1385, 27 letů, vystaven v National Museum of the United States Air Force, Dayton, Ohio
- X-1D – 48-1386, 2 lety, ztracen při explozi 22. srpna 1951.
- X-1E, (přestavba z X-1 č. 2), 46-063, 27 letů, vystaven v Armstrongově leteckém výzkumném středisku, Edwardsova letecká základna, Kalifornie.

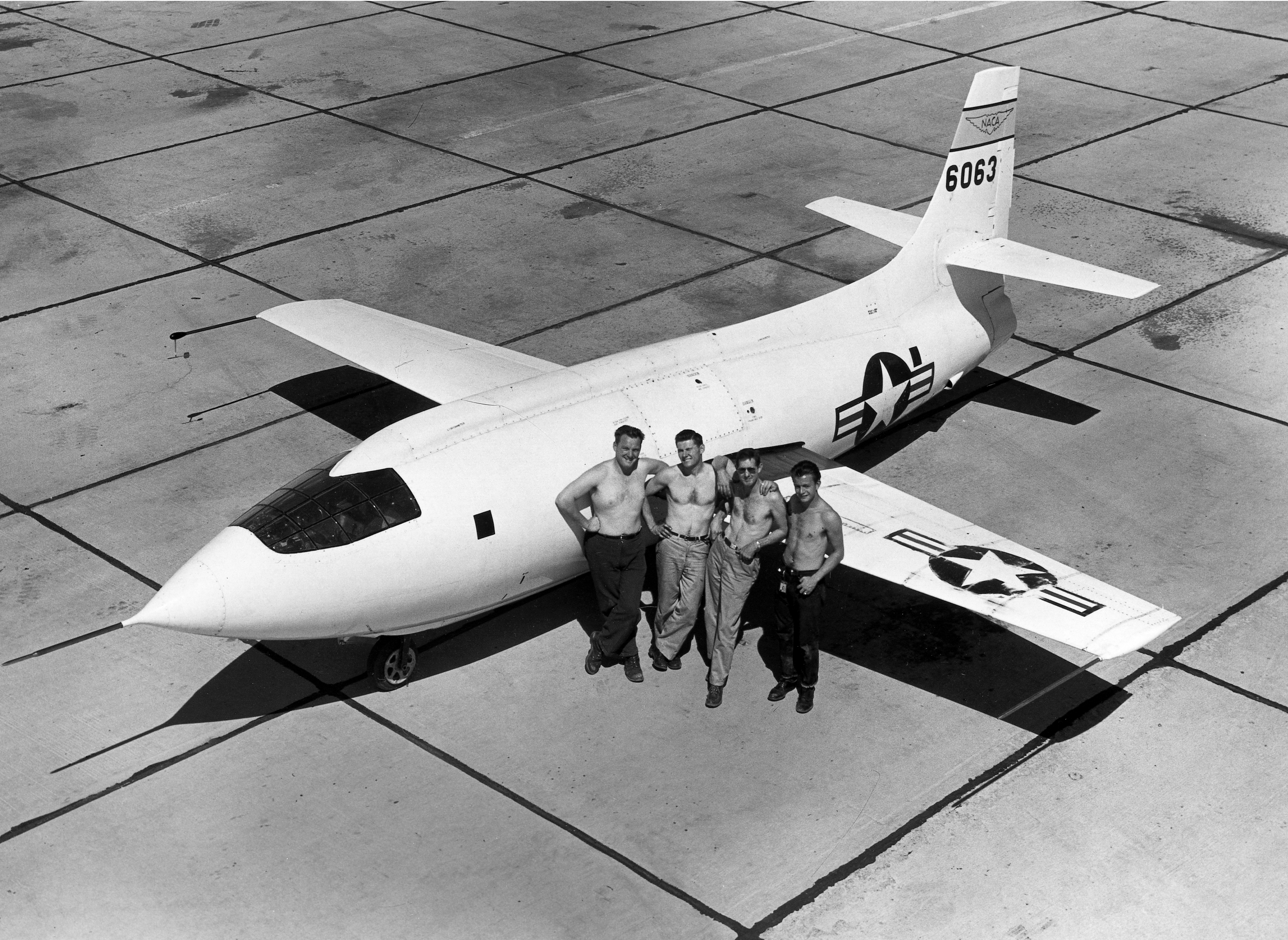
X-1 s pozemní obsluhou

## Specifikace (X-1)

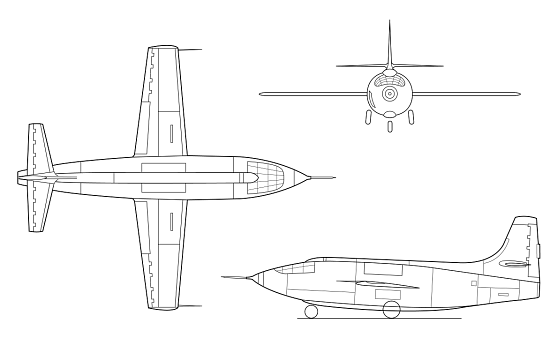
X-1

### Technické údaje
- Posádka: 1
- Délka: 9,4 m
- Rozpětí: 8,5 m
- Výška: 3,3 m
- Plocha křídel: 12 m²
- Prázdná hmotnost: 3 174 kg
- Vzletová hmotnost: 5 555 kg
- Maximální vzletová hmotnost: 5 557 kg
- Pohon: raketový motor Reaction Motors XLR11-RM3 o tahu 26,7 kN

### Výkony
- Maximální rychlost: 1 541 km/h
- Dolet: vytrvalost motoru 5 minut
- Dostup: 21 915 m
- Zatížení křídel: 463 kg/m²
- Poměr výkonu/hmotnosti: 4,9 N/kg